# Мюнхенская школа

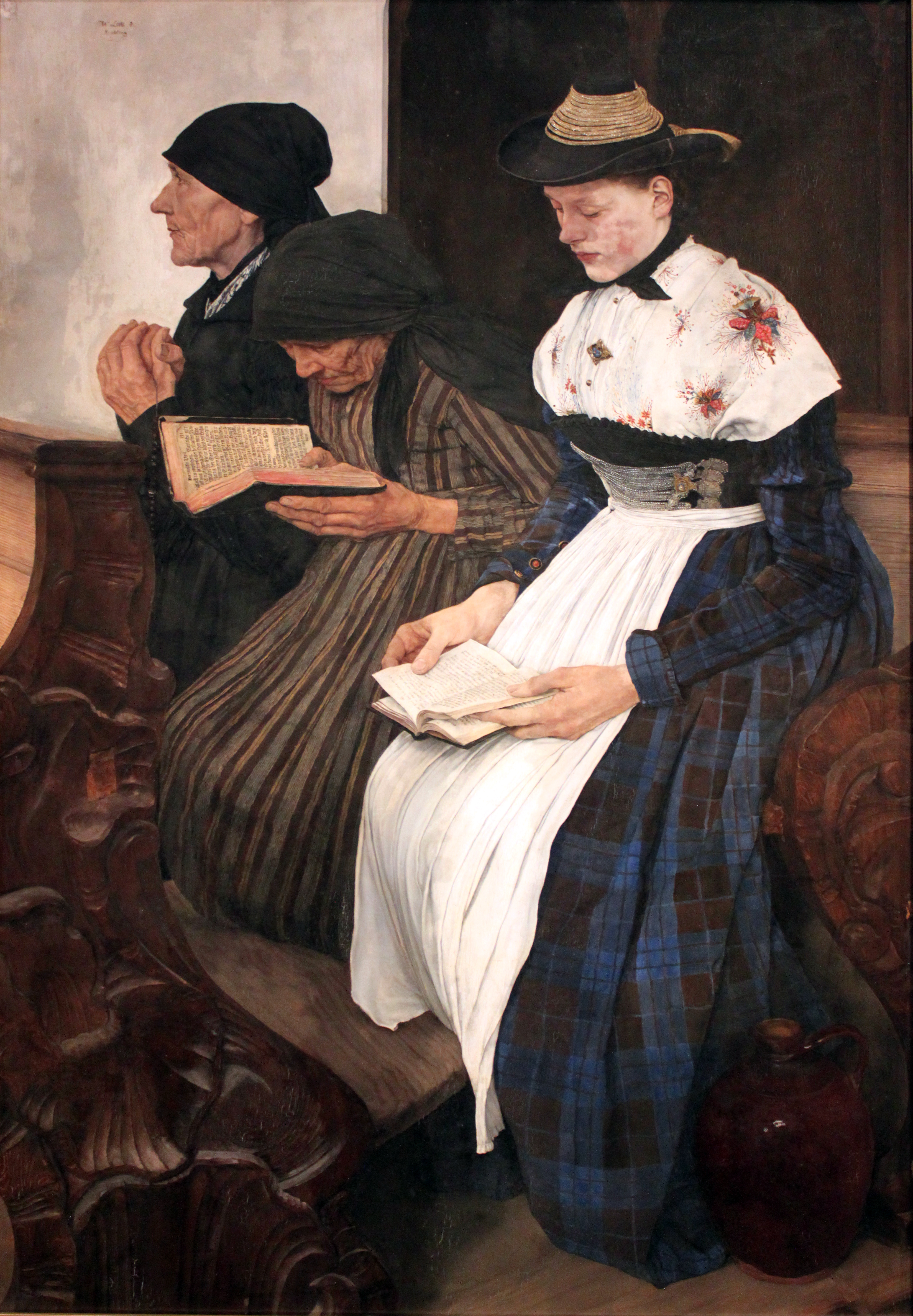
Вильгельм Лейбль. Три женщины в церкви. 1882

Мюнхенская школа (нем. Münchner Schule) — художественный стиль в живописи Мюнхена XIX — начала XX столетий. Возник вокруг Королевской Академии Изобразительных искусств и позднее приобрёл огромное значение в академической живописи.

## История
Король Людвиг I Баварский, правивший с 1825 года, был большим поклонником искусств и всячески их развивал и поддерживал, с одной стороны посредством музеев, с другой — поддержкой современного искусства. Благодаря ему Мюнхен в период между 1850 и 1914 годами стал широко известным центром живописи. Эта необычная культурная деятельность являлась некоей компенсацией за недостаточное хозяйственное и военное значение страны. Ни в Берлине, ни в Дюссельдорфе не было подобной официальной поддержки. Одновременно критики создали по всей Германии слой публики, которая посредством критики искусства упражнялась в политической критике. Король Людвиг I Баварский прилагал усилия для поддержки искусств за пределами своей земли, так что немецкие художники, живущие в Риме, получали соответствующие заказы.

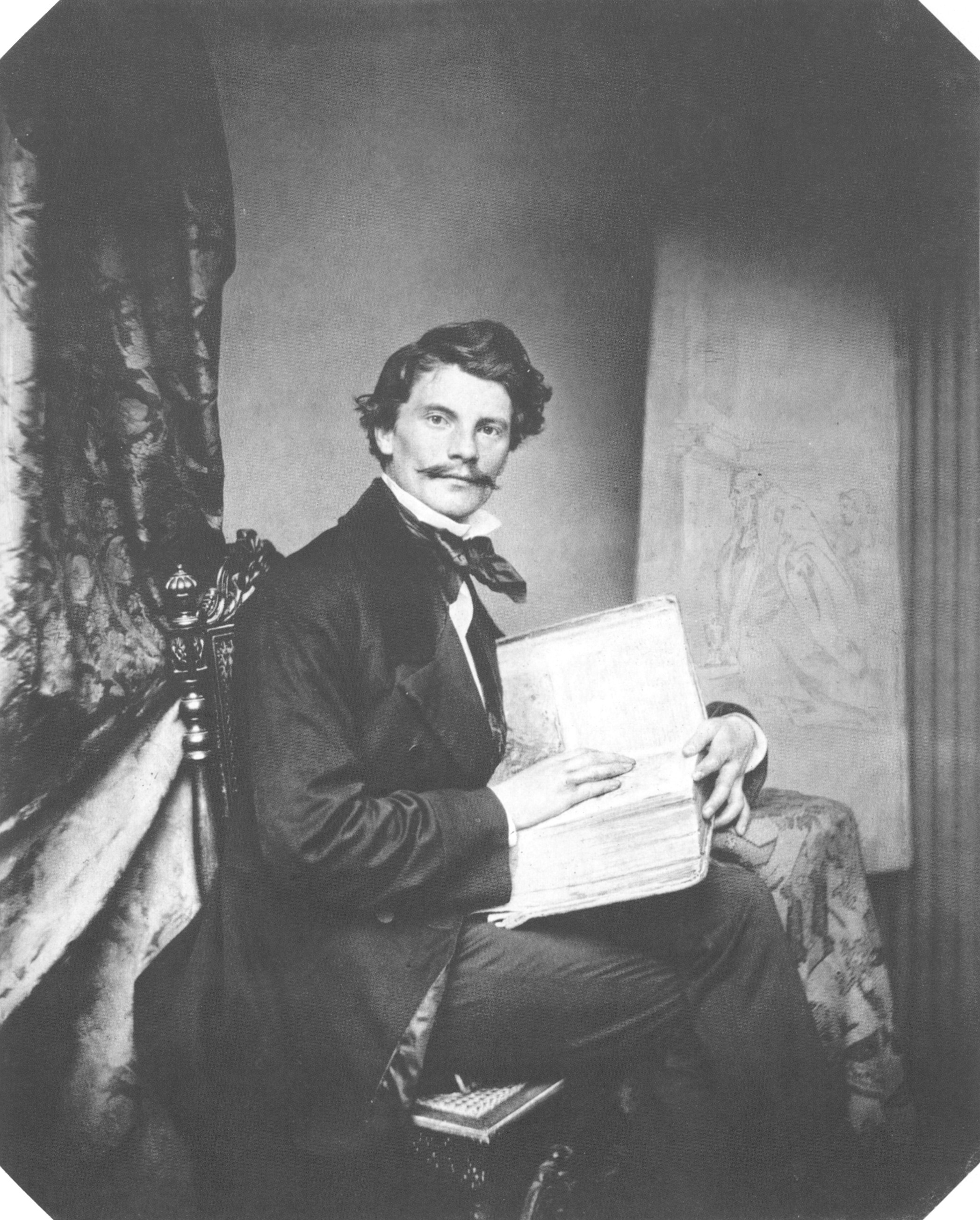
Карл фон Пилоти. 1856

До этого в Академии действовали «Назарейцы» Петер Йозеф фон Корнелиус и Юлиус Шнорр фон Карольсфельд. С приходом в Академию Карла Теодорa фон Пилоти в качестве нового директора академический уровень учащихся значительно повысился, с другой стороны, предпочтение отдавалось династиям художников. Это время считается началом Мюнхенской школы. Вначале Людвиг I основал факультет фресковой живописи. Когда же Петер Йозеф фон Корнелиус создал фрески в аркаде дворцового парка (Хофгартене), Мюнхенская школа живописи впервые привлекла к себе внимание международной общественности. В сферу живописных интересов школы входила прежде всего историческая живопись, затем наряду с портретами и изображением зверей, жанровая и пейзажная живопись. В 1843 году была открыта Новая Пинакотека, где были выставлены и работы, представляющие Мюнхенскую школу. Позднее после Всемирной выставки 1867 года в Париже Мюнхенская школа заняла ведущие позиции в развитии изобразительного искусства и окончательно отделилась от Дюссельдорфской художественной школы.
Значительное количество художников нажили внушительные состояния. Известная часть работ осела в США. Так, художница Тини Рупрехт рисовала в быстрой технике пастели, она отказывалась от заказов в пять раз чаще, чем принимала, но тем не менее заработала семизначную сумму. Для благосостояния художников был принят новый закон об авторских правах. Многочисленные работы распространялись в виде литографий и гравюр. С началом Первой мировой войны количество продаж сократилось, вследствие этого слава Мюнхенской школы закатилась.

## Известнейшие представители
| - Юхан Боклунд - Антон Брайт - Бернард Бутерзак - Роберт Бейшлаг - Уильям Меррит Чейз - Франц Дефреггер - Вильгельм фон Диц - Йохан Георг фон Диллис - Фрэнк Дювенек - Антон Долль - Рудольф Эпп - Алоис Габль - Эдуард фон Грютцнер - Николаос Гизис - Карл Хайниш - Теодор Горшельт | - Георгиос Яковидис - Карл Калер - Фридрих Август фон Каульбах - Герман фон Каульбах - Эдуард Курцбауэр - Вильгельм Лейбль - Полихронис Лембесис - Франц фон Ленбах - Вильгельм фон Линденшмит - Никифорос Литрас - Юлиус Манте - Ганс Макарт - Кристиан Мали - Габриэль Макс - Виктор Мюллер | - Макс Нонненбрух - Фердинанд фон Пилоти - Карл Теодор фон Пилоти - Артур Георг фон Рамберг - Антон Зайц - Джон Генри Твахтман - Константинос Воланакис - Николаос Вокос - Теодор Леопольд Веллер - Йозеф Вопфнер - Эрих Эрлер |

## Организация, окружение и резонанс
Представители Мюнхенской школы предпочитали в изображении точность и натуралистичность. Типичными жанрами были пейзаж, историческая и портретная живопись. В исторической живописи больше заботились о вещественности. Вещественность освободила этот жанр от эффектов и преувеличенного пафоса, присущего ему в XVII столетии.
Наряду с Академией возникли многочисленные художественные школы, среди которой пользовались хорошей репутацией школы Генриха Книрра и Антона Ажбе. В 1914 году в городе существовало уже 60 школ. Одной из причин было то, что женщин в Академию не принимали. В 1882 году было основано Мюнхенское сообщество женщин-художников. Ещё одной причиной возникновения столь большого количества школ была попытка сохранить малое количество студентов Академии. Множество художников организовались в Мюнхенское общество художников, отколовшаяся часть позднее основала группу Мюнхенского сецессиона. Большинство создателей живописного авангарда училось в Академии, среди них Ловис Коринт, Василий Кандинский, Пауль Клее, Эрнст Опплер и Франц Марк. Однако конец академической живописи и Мюнхенской школы сопровождало стилистической разграничение.

## Мюнхенская школа как европейское направление живописи
Наряду с Парижем Мюнхен был одним из двух мест художественного образования международного масштаба. Влияние Мюнхенской школы отмечено в почти каждой европейской школе живописи. Хотя речь идет лишь о сотне иностранных студентов Академии, они были выдающимися художниками у себя на родине.
Методы живописи Юхана Кристофера Боклунда, учившегося в Мюнхене, получили признание в Шведской Королевской академии искусств. Значительное количество художников из Польши и Литвы также получило художественное образование в Мюнхене. Пример Мюнхена обогатил импрессионистической свободой реализм литовской живописи. Новая болгарская живопись также возвращает нас к Мюнхенской школе. Американскими представителями Мюнхенской школы были Фрэнк Дювенек и Уильям Меррит Чейз, равно как и Джон Генри Твахтман и Вальтер Ширлау.
Особенно продолжительным было взаимовлияние Мюнхенской школы и живописи Греции: Никифорос Литрас и Николаос Гизис учились в Академии в середине XIX века, уже такие их предшественники, как Карл Ротманн, Петер фон Хесс, Карл Крацайзен и Людвиг Тирш долгое время жили и преподавали в Королевстве Греция во времена царствования Оттона I Виттельсбахера. В большинстве случаев целое поколение греческих студентов отправилось в Мюнхен, снабженное стипендией от местных купцов. Позднее одни из них остались преподавать в Академии в качестве профессоров, другие участвовали в создании «Мюнхенского сецессиона». Сегодня понятие «Мюнхенская школа» в равной степени обозначает в целом академическую живопись XIX — начала XX ст. как в Германии, так и в Греции.